# Stiftung Familienunternehmen
Die Stiftung Familienunternehmen ist eine 2002 gegründete Lobbyorganisation, welche von rund 600 Familienunternehmen getragen wird.
2021 wurde die rechtlich unabhängige Stiftung Stiftung Familienunternehmen und Politik (nicht gemeinnützig) ausgegründet. Die Stiftung Familienunternehmen wird als gemeinnützig anerkannte Stiftung weitergeführt.
Die Stiftung Familienunternehmen ist in Stuttgart eingetragen und hat ihren Hauptsitz in München.

## Geschichte
2002 gründete Brun-Hagen Hennerkes die Stiftung Familienunternehmen.
Vor dem Hintergrund der Debatte um die Reform der Besteuerung von Erbschaften und Vermögen setzte sich die Stiftung Familienunternehmen gegen eine Erbschaftsteuer ein. Die Wiedereinführung einer Vermögensteuer lehnte sie ab. Das Thema blieb über die Jahre ein zentraler Punkt ihrer Aktivitäten.
Zu den ersten Projekten der Stiftung Familienunternehmen zählte ebenfalls eine Veranstaltungsreihe, in der man den Generationenwechsel als strukturelles Problem für familiengeführte Unternehmen darstellte. Um die Bedingungen des Standorts Deutschland für Familienunternehmen zu verbessern, gab die Stiftung erste Studien beim Mannheimer Zentrum für Europäische Wirtschaftsforschung und dem Bonner Institut für Mittelstandsforschung in Auftrag.  Sie befasste sich aber auch mit anderen Fragen, etwa der Kapitalrendite und Eigenkapitalquote börsennotierter Familienunternehmen sowie dem Einfluss der Unternehmerfamilien auf die Unternehmenskultur.
2012 eröffnete die Stiftung am Pariser Platz in Berlin-Mitte das „Haus des Familienunternehmens“. Aufgrund der Nähe zum Bundestag und zur Bundesregierung rückte sie in den Fokus ihrer Kritiker.
Im Juni 2021 gab die Stiftung Familienunternehmen die Gründung der "Stiftung Familienunternehmen und Politik" bekannt. Diese ist nicht gemeinnützig und übernimmt die Funktion des Lobbyismus sowie den Sitz im „Haus des Familienunternehmens“. Der Zweck dieser Lobbyorganisation ist satzungsgemäß die Förderung des Familienunternehmertums, die Bildung von Netzwerken und der Diskurs politischer, gesellschaftlicher und ökonomischer Themen, soweit diese das Familienunternehmertum nachhaltig beeinflussen. Die "Stiftung Familienunternehmen und Politik" nimmt an Sachverständigenanhörungen im Deutschen Bundestag teil. Sie hat zehn Mitarbeiter (Stand April 2025). Die Vorsitzenden beider Stiftungen sind identisch. Seit 2022 unterhält die Stiftung Familienunternehmen und Politik zudem eine Repräsentanz in Brüssel.
Mit der Gründung reagierte die Stiftung Familienunternehmen, wie auch andere Organisationen, auf das Urteil des Bundesfinanzhofs aus dem Jahr 2019, in dem Netzwerk Attac Deutschland die Gemeinnützigkeit abgesprochen wurde. Das Handelsblatt sah die Aufteilung als „einen geschickten Schachzug, um sich stärker politisch engagieren zu können“.
Die "Stiftung Familienunternehmen und Politik" ist gemäß Lobbyregistergesetz im Lobbyregister und im Transparenzregister der EU eingetragen.

## Stiftungsstruktur
Die Stiftung Familienunternehmen ist eine rechtsfähige Stiftung des bürgerlichen Rechts. Sie wurde nach den Vorschriften des Stiftungsgesetzes für Baden-Württemberg errichtet. Ihr Zweck erstreckt sich laut Satzung auf die „Förderung, Information, Bildung und Erziehung“ sowie auf den „wissenschaftlichen Erfahrungsaustausch auf dem Gebiet des Familienunternehmertums in Europa“, etwa durch Maßnahmen im Bereich der Öffentlichkeitsarbeit. Die Stiftung verfolgt steuerbegünstigte Zwecke im Sinne der Abgabenordnung.
Der Vorstand hat die Stellung eines gesetzlichen Vertreters und besteht aus mindestens zwei und maximal vier Mitgliedern. Ihre Amtszeit beträgt fünf Jahre. Die Wahl der Vorstandsmitglieder erfolgt durch das Kuratorium. Aktuell ist das Gremium mit Rainer Kirchdörfer und Ulrich Stoll besetzt. Zur Erledigung der laufenden Arbeit hat der Vorstand eine Geschäftsführung bestellt. Diese Funktion nehmen Stefan Heidbreder und David Deißner wahr.
Das Kuratorium überwacht die Arbeit der Stiftung. Es hat mindestens fünf Mitglieder, deren Amtszeit ebenfalls fünf Jahre beträgt. Das Kuratorium erweitert sich selbst durch Zuwahl und besteht aus 57 Personen (Stand Juni 2024). Mehr als zwei Drittel der Mitglieder vertreten Großunternehmen mit einem Jahresumsatz von mehr als 100 Millionen Euro. Beispiele hierfür sind Henkel, Merck und Conrad Electronic. Auch Vermögensverwalter sind vertreten.
Das Kuratorium der Stiftung Familienunternehmen wird durch einen wissenschaftlichen Beirat ergänzt. Sein Vorsitzender ist Rainer Kirchdörfer, weitere Mitglieder sind Udo Di Fabio, Gabriel Felbermayr, Clemens Fuest, Hans-Werner Sinn und Kay Windthorst.

## Finanzierung
Zu den Finanziers der Stiftung Familienunternehmen zählen rund 600 Firmen aus dem Kreis größerer Familienunternehmen. Dies entspricht ungefähr 0,02 % der deutschen Familienunternehmen. Nach eigenen Angaben gibt es keine Einzelspenden, die mehr als zehn Prozent der gesamten Jahreseinnahmen ausmachen.
Gemäß dem Lobbyregister des Deutschen Bundestags betrugen die finanziellen Aufwendungen der Stiftung Familienunternehmen und Politik für das Lobbying im Geschäftsjahr 2022 rund 1,8 Millionen Euro.

## Aktivitäten
Die Stiftung setzt sich in verschiedensten Projekten mit der Bedeutung und den Bedürfnissen von Familienunternehmen auseinander, also Unternehmen, die maßgeblich von einer Eigentümerfamilie oder einem Familienverbund kontrolliert werden. Hierfür pflegt sie den Kontakt zu Vertretern aus Wirtschaft, Wissenschaft, Politik und Medien, etwa auf Veranstaltungen und Kongressen.
Die Stiftung vergibt regelmäßig Studienaufträge an einzelne Wissenschaftler oder Forschungsinstitute, die sich u. a. mit gesellschaftlichen, steuerrechtlichen und volkswirtschaftlichen Fragestellungen befassen sollen. Die Ergebnisse der Studien dienen auch dazu, als Instrumente des Lobbying gegenüber Politik und Öffentlichkeit eingesetzt zu werden. Zur weiteren Verbreitung ihrer Anliegen betätigt sich die Stiftung auch in der Ausbildung von Journalisten.
Außerdem unterstützt die Stiftung Einrichtungen wie das Wittener Institut für Familienunternehmen an der Universität Witten/Herdecke, das Friedrichshafener Institut für Familienunternehmen an der Zeppelin Universität, die Forschungsstelle für Familienunternehmen an der Universität Bayreuth, das Institut für Familienunternehmen Ostwestfalen-Lippe an der Universität Bielefeld sowie das Corvinus Center of Family Business an der Corvinus-Universität Budapest. Ferner fördert die Stiftung Dissertationen und Habilitationen.

## Rezeption
2015 stellte Lisa Paus (Bundestagsfraktion Bündnis 90/Die Grünen) die Gemeinnützigkeit der Stiftung Familienunternehmen in Frage. Die Stuttgarter Nachrichten zitierten sie mit der Vermutung, „individuelle materielle Vorteile“ der Inhaberfamilien würden die Zwecke der Stiftung bestimmen. An gleicher Stelle kam auch Lothar Binding (SPD-Bundestagsfraktion) zu Wort, der die Aktivitäten der Stiftung als „beinharten Lobbyismus“ bezeichnete.
Ähnlich kritisch äußerte sich der gemeinnützige Verein Lobbycontrol im Jahr 2016. Er beanstandete unter anderem die Zusammensetzung des Kuratoriums, in dem kaum Vertreter mittelständischer Unternehmen sitzen. Lobbycontrol bezeichnete die Stiftung als intransparent, da sie weder einen Jahresbericht noch die Finanzierungsquellen oder andere Angaben zu ihrem Budget veröffentlicht.
2017 thematisierte die Bundestagsfraktion Die Linke in einer kleinen Anfrage den politischen Einfluss der Stiftung Familienunternehmen, etwa durch Kongresse, Vorträge und andere Veranstaltungen. Anlass waren Diskussionen um die Einführung einer Vermögensteuer und die Reform der Erbschaftssteuer. Die Bundesregierung antwortete, das Bundesministerium der Finanzen stehe „grundsätzlich mit allen Vertretern aus dem (finanz-) politischen, wirtschaftlichen, wissenschaftlichen und zivilgesellschaftlichen Bereich im Austausch“.
Im selben Jahr berichtete das Online-Magazin Krautreporter über die gezielte Beeinflussung von Politikern durch die Stiftung Familienunternehmen im Rahmen der Novellierung des Erbschaftssteuerrechts. Die Stiftung konnte die mutmaßliche Gefährdung von Arbeitsplätzen durch die Erbschaftssteuer auf Rückfrage nicht konkret belegen.
Das Netzwerk Steuergerechtigkeit, die Organisationen Bürgerbewegung Finanzwende und taxmenow – Initiative für Steuergerechtigkeit e. V. demonstrierten vor dem Haus des Familienunternehmens, da sich in Deutschland die „Steuerpolitik immer an den Interessen der Besserverdienenden“ ausrichten würde und die Stiftung Familienunternehmen und Politik zentraler Akteur bei „eine[r] der härtesten Lobbyschlachten der Republik“ zugunsten der Superreichen in Deutschland sei. Neben den Privilegien bei der Erbschaftssteuer thematisierte das Bündnis u. a. auch die Steuerfreiheit der „substanzlosen Holdings von vermögenden Familien“, die Forderung nach einer Finanztransaktionssteuer, ein Gesetz aus dem Jahr 1935, wonach Mieteinnahmen von der Gewerbesteuer befreit seien und die Möglichkeit Vermögender Steueroasen zu nutzen. Insbesondere eine Erbschaftssteuer hätte „noch kein Familienunternehmen gekillt“.

## Publikationen (Auswahl)
- Länderindex Familienunternehmen. Stiftung Familienunternehmen, ISSN 2566-8544 (seit 2006).
- Deutschlands nächste Unternehmergeneration. Stiftung Familienunternehmen, München, DNB 1027875459 (seit 2011).
- Jahresmonitor der Stiftung Familienunternehmen. Stiftung Familienunternehmen, München (seit 2017).